# دانيال بارك كاستيس
دانيال بارك كاستيس (بالإنجليزية: Daniel Parke Custis)‏ هو فلاح أمريكي، ولد في 15 أكتوبر 1711 في مقاطعة يورك في الولايات المتحدة، وتوفي في 8 يوليو 1757 في مقاطعة نيوكينت في الولايات المتحدة.